# 二十一世紀基金會
財團法人二十一世紀基金會（英語：21st Century Foundation），台灣公共政策智庫，於1988年成立。現任董事長高育仁、副董事長高思博、執行長黃敏恭、副執行長周韻采。

## 簡史
發起人包括王永慶、余紀忠、翁岳生、李國鼎、梁國樹、郭為藩、陳奇祿、蔣彥士、謝東閔等人，由高育仁出任首任董事長。
宗旨是對於社會重要問題進行研究，並提出解決方案。

## 組織
設有八大研發中心：
- 公共創新研究發展中心（召集人：張四明，台北大學公共行政暨政策學系教授）
- 兩岸及區域和平研究中心（召集人：朱雲鵬，東吳大學巨量資料管理學院講座教授）
- 數位匯流產業研究發展中心（召集人：鍾嘉德，國立臺灣大學電機工程系特聘教授）
- 農業及生物科技研究發展中心（召集人：陳保基，國立臺灣大學動物科學技術系名譽教授）
- 知識經濟及智慧財產研究發展中心（召集人：馮震宇，國立政治大學法學院教授）
- 全球健康研究發展中心（召集人：劉德明，臺北醫學大學醫學資訊研究所教授）
- 能源研究發展中心（召集人：梁啟源，國立中央大學管理學院講座教授）
- 法律研究發展中心（召集人：高思博，世新大學法律系客座副教授）

## 活動

### 2013兩岸和平論壇
2013年10月11－12日，二十一世紀基金會與全國台灣研究會主辦首屆「兩岸和平論壇」，台灣協辦單位為國立中山大學社會科學院、中國文化大學社會科學院兩岸與大陸研究中心、國立政治大學國際事務學院兩岸政經研究中心、淡江大學中國大陸研究所、新台灣國策智庫、國策研究院文教基金會，中國大陸協辦單位為上海台灣研究所、上海東亞研究所、中國社會科學院台灣研究所、北京大學台灣研究院、清華大學台灣研究所、廈門大學台灣研究院，為臺灣海峽兩岸關係和平穩定發展提供建言。2013年10月8日，二十一世紀基金會董事長高育仁表示，首屆兩岸和平論壇性質為「純民間、純智庫、超黨派、超顏色」，將討論「兩岸政治關係、兩岸涉外事務、兩岸安全互信、兩岸和平架構」四大議題；雙方都希望兩岸和平論壇持續辦下去，直到兩岸政治問題解決為止。

### 2023臺海安全論壇
2023年2月17日，二十一世紀基金會、中國文化大學社會科學院、民主太平洋聯盟、臺灣安全研究中心、海峽兩岸經貿文化交流協會、淡江大學國際事務與戰略研究所聯合舉辦「臺海安全論壇」，為臺灣海峽兩岸關係和平穩定發展提供建言，邀請前中華民國副總統呂秀蓮、遠見·天下文化事業群董事長高希均進行專題演講，邀請二十一世紀基金會董事高英茂、海峽兩岸經貿文化交流協會會長高孔廉、《聯合報》副董事長黃年、中國文化大學社會科學院院長趙建民等人展開跨界對話。呂秀蓮在專題演講中主張，台灣要走上「和平中立之路」，首先要積極加強與日本、韓國、菲律賓等周邊鄰居經營「太平洋民主聯盟」；台海兩岸之間以「一個中華」取代一個中國，不要為一字之差大動干戈，並用「兩岸統合」取代兩岸統一。高育仁致詞時說，台灣應努力與世界各個國家或地區建立友好關係，當前重中之重是全力改善兩岸關係、加強兩岸對話溝通與交流合作、避免兩岸對抗衝突，更應避免捲入大國衝突、淪為代理人戰爭的戰場。

## 外部連結
- 二十一世紀基金會官網（页面存档备份，存于）
- 二十一世紀基金會的Facebook專頁